# Funeral
Pour le groupe norvégien, voir Funeral (groupe).
Albums de Arcade Fire
Arcade Fire (EP) Live EP (Live at Fashion Rocks)
Singles
1. Neighborhood #1 (Tunnels)
Sortie : 20 juin 2004
2. Neighborhood #2 (Laïka)
Sortie : 28 mars 2005
3. Neighborhood #3 (Power Out)
Sortie : 23 mai 2005
4. Rebellion (Lies)
Sortie : 12 septembre 2005
5. Wake Up
Sortie : 14 novembre 2005

Funeral (« Enterrement » en anglais) est le premier album du groupe de rock indépendant québécois Arcade Fire, sorti le 14 septembre 2004 en Amérique du Nord (label Merge Records) et le 28 février 2005 en Europe (label rouge).
Il a été accueilli par la critique musicale avec un grand enthousiasme au Canada, aux États-Unis, puis en Europe. Il fut alors considéré comme le meilleur album rock de l'année 2004 par de nombreux spécialistes. David Bowie, après l'écoute de cet album, annonça sur son site officiel que le meilleur album rock de l'année venait de sortir. Funeral est un album qui mélange intimisme (Tunnel, 7 Kettles, In the Backseat) et hymne universel (Power Out, Wake Up, Rebellion).
Les membres d'Arcade Fire ont baptisé l'album en référence aux décès de certains proches pendant l'enregistrement. Ces circonstances ont également influencé plusieurs de leurs chansons, notamment Une année sans lumière et In the Backseat.

## Pistes de l'album
Toutes les chansons sont écrites et composées par Arcade Fire.
| No  | Titre                       | Durée |
| --- | --------------------------- | ----- |
| 1.  | Neighborhood #1 (Tunnels)   | 4:48  |
| 2.  | Neighborhood #2 (Laïka)     | 3:31  |
| 3.  | Une année sans lumière      | 3:40  |
| 4.  | Neighborhood #3 (Power Out) | 5:12  |
| 5.  | Neighborhood #4 (7 Kettles) | 4:49  |
| 6.  | Crown of Love               | 4:42  |
| 7.  | Wake Up                     | 5:35  |
| 8.  | Haïti                       | 4:07  |
| 9.  | Rebellion (Lies)            | 5:10  |
| 10. | In the Backseat             | 6:20  |

## Accueil

### Classements et certifications
| Pays                           | Positions |
| ------------------------------ | --------- |
| Allemagne (Media Control AG)   | 96        |
| Australie (ARIA)               | 80        |
| Belgique (Flandre Ultratop)    | 59        |
| Belgique (Wallonie Ultratop)   | 82        |
| Canada (Canadian Albums Chart) | 23        |
| États-Unis (Billboard 200)     | 123       |
| France (SNEP)                  | 61        |
| Irlande (Irish Albums Chart)   | 16        |
| Norvège (VG-lista)             | 27        |
| Pays-Bas (Mega Album Top 100)  | 42        |
| Royaume-Uni (UK Albums Chart)  | 33        |

| Pays        | Ventes    | Certifications |
| ----------- | --------- | -------------- |
| Canada      | 100 000 + | Platine        |
| États-Unis  | 500 000 + | Or             |
| Royaume-Uni | 300 000 + | Platine        |

### Accueil critique
L'album a recueilli dans l'ensemble de très bonnes critiques, obtenant un score de 90⁄100, sur la base de 33 critiques collectées, sur Metacritic. Il figure sur la liste des meilleurs albums des années 2000 de plusieurs magazines ou sites spécialisés : à la 2e place pour Pitchfork, à la 4e pour Slant Magazine, à la 6e pour Rolling Stone, et à la 7e pour New Musical Express.
James Monger, d'AllMusic, lui donne 5 étoiles sur 5. Jesus Chigley, de Drowned in Sound, lui donne la note de 10/10. Dave Simpson, du Guardian, lui donne 5 étoiles sur 5. David Moore, de Pitchfork, lui donne la note de 9,7/10. Adam Downer, de Sputnikmusic, lui donne 4,5 étoiles sur 5.
Le magazine Rolling Stone lui donne 4 étoiles sur 5. Sophie Rosemont, de Music Story, lui donne 4 étoiles sur 5. Leath Greenblatt, d'Entertainment Weekly, lui donne la note de B+.